# Dana Pyritz
Dana Pyritz, née le 31 août 1970 à Kühlungsborn (République démocratique allemande), est une ancienne rameuse allemande. Elle est médaillée de bronze aux Jeux de 1992.

## Carrière
Elle remporte la médaille de bronze en huit aux Jeux de 1992.
Sa sœur jumelle, Anja Pyritz, est également une rameuse de haut niveau.

## Palmarès

### Jeux olympiques
- Jeux olympiques d'été de 1992 à Barcelone ( Espagne) :
  -  médaille de bronze en huit

### Championnats du monde
- Championnats du monde 2003 à Milan ( Italie) :
  -  médaille de bronze en quatre de pointe

- Championnats du monde 2002 à Séville ( Espagne) :
  -  médaille de bronze en huit
- Championnats du monde 2001 à Lucerne ( Suisse) :
  -  médaille de bronze en huit
- Championnats du monde 1995 à Tampere ( Finlande) :
  -  médaille d'argent en quatre de pointe
- Championnats du monde 1994 à Indianapolis ( États-Unis) :
  -  médaille d'or en huit
- Championnats du monde 1993 à Račice ( République tchèque) :
  -  médaille de bronze en huit